# براد بوتس
براد بوتس (بالإنجليزية: Brad Potts)‏ هو لاعب كرة قدم بريطاني في مركز الوسط، ولد في 7 مارس 1994 في هكسهام ‏ في المملكة المتحدة. شارك مع منتخب إنجلترا تحت 19 سنة لكرة القدم. أما مع النوادي، فقد لعب مع نادي بلاكبول ونادي كارلايل يونايتد.

## وصلات خارجية
- براد بوتس على موقع قاعدة بيانات كرة القدم.إي يو (الإنجليزية)
- براد بوتس على موقع Soccerbase.com (لاعب) (الإنجليزية)
- براد بوتس على موقع Soccerway.com (الإنجليزية)
- براد بوتس على موقع عالم كرة القدم.نت (الإنجليزية)

قالب:تشكيلة بريستون نورث ايند